# Minot (North Dakota)
Minot is een plaats (city) in de Amerikaanse staat North Dakota, en valt bestuurlijk gezien onder Ward County.

## Demografie
Bij de volkstelling in 2000 werd het aantal inwoners vastgesteld op 36.567.
In 2006 is het aantal inwoners door het United States Census Bureau geschat op 34.745, een daling van 1822 (-5.0%).

## Geografie
Volgens het United States Census Bureau beslaat de plaats een oppervlakte van
37,8 km², waarvan 37,7 km² land en 0,1 km² water. Minot ligt op ongeveer 494 m boven zeeniveau.

## Plaatsen in de nabije omgeving
De onderstaande figuur toont nabijgelegen plaatsen in een straal van 24 km rond Minot.

## Geboren in Minot
- 1972 - Josh Duhamel, acteur
- 1987 - Wiz Khalifa, rapper